# Alan Rachins
Alan Rachins est un acteur, scénariste et réalisateur américain né le 3 octobre 1942 à Cambridge (Massachusetts) et mort le 2 novembre 2024 à Los Angeles (Californie).

## Filmographie

### comme acteur
- 1982 : Le Promeneur de l'éternité (Time Walker) : le bijoutier
- 1985 : Always : Eddie
- 1986 : Thunder Run : Carlos
- 1986 : La Loi de Los Angeles (TV) : Douglas Brackman, Jr.
- 1987 : Mistress (TV) : Ben Washburn
- 1989 : Single Women Married Men (TV) : docteur Jerry Zimmer
- 1990 : Un ange de trop (Heart Condition) : Dr Posner
- 1990 : Perry Mason: The Case of the Silenced Singer (TV) : Sean Lassiter
- 1991 : She Says She's Innocent (TV) : Matthew
- 1992 : Business Woman (Lady Boss) (TV) : Mickey Stoner
- 1994 : Terminal Voyage (en) : Jammad
- 1994 : L'Irrésistible North (North) : Defense Attorney
- 1994 : Hart to Hart: Crimes of the Hart (TV) : David Kramer
- 1995 : Showgirls : Tony Moss
- 1997 : Meet Wally Sparks : juge Randel Williams
- 1997 : Petit Poucet l'espiègle (Leave It to Beaver) : Fred Rutherford
- 1997 : Complot de femmes (The Stepsister) (TV) : Dr Derek Canfield
- 1997 : Dharma et Greg (série télévisée) : Myron Lawrence 'Larry' Finkelstein
- 1997 : Délit d'abandon (Unwed Father) de Michael Switzer (téléfilm) : Don Kempler
- 1997 : Stargate SG-1 (série télévisée) : colonel Kennedy
- 2000 : Elian, une affaire d'état (A Family in Crisis: The Elian Gonzales Story) (TV) : Spencer Eig
- 2001 : Petits chiots pour grande famille (The Retrievers) (TV) : Ed
- 2002 : L.A. Law: The Movie (TV) : Douglas Brackman Jr.
- 2005 : Enough About Me (TV) : Paul
- 2011 : Rizzoli and Isles (série télévisée) : Stanley
- 2021 : Young Sheldon (série télévisée) : Vern
- 2023 : NCIS : Enquêtes spéciales : Bud

### comme réalisateur
- 1979 : Paris (série télévisée)